# 耶斯佩爾·卡爾斯特倫
耶斯佩爾·谢韦·卡爾斯特倫（瑞典語：Jesper Kewe Karlström；1995年6月21日—）是一位瑞典足球運動員。在場上的位置是中場。
2024年8月3日，卡尔斯特伦以200万欧元的转会费加盟意大利俱乐部乌迪内斯，合同为期两年，另加潜在奖金。

## 外部連結
- Soccerway資料庫：耶斯佩爾·卡爾斯特倫